# 제임스 홀랜드
제임스 로버트 홀랜드(James Robert Holland, 1989년 5월 15일, 뉴캐슬 ~ )는 오스트레일리아의 축구 선수로, FK 아우스트리아 빈과 오스트레일리아 국가대표팀에서 활약하고 있다.

## 클럽 경력
2005년 파클리에서 열린 콴타스 국가 영재 발굴 대회에서 홀랜드는 NSW U-16팀의 주장이었고, 그의 팀은 우승을 거두었다. 2007년, AIS 축구에 장학생으로 들어갔고, 빅토리아 프리미어리그에서 성공을 거둔 이 팀의 영향력 있는 선수였다.

### 뉴캐슬 제츠
홀랜드는 뉴캐슬 제츠에서 인상적인 데뷔를 하였는데, 2차례 단기간으로 부상 선수를 대신해 출전하였다. 그는 웰링턴 피닉스와의 첫 경기에서 득점하면서, A-리그 최연소 득점 기록을 가져갔다.
2007년 10월, 그는 라이벌 구단 센트럴코스트 매리너스의 제의에도 불구하고 뉴캐슬 제츠와 2년 계약을 체결하였다. 홀랜드는 매리너스 소속으로 A-리그 프리시즌 챌린지 컵 2006에 3경기 출전한 전력이 있다.
홀랜드는 A-리그 그랜드 파이널 2008에서 센트럴코스트 매리너스를 상대한 뉴캐슬 제츠의 일원이었다. 그는 후반 인저리타임에 페널티 박스 안에서의 핸들링으로 논란의 대상이 되었다. 마크 실드 주심은 그의 핸드볼을 보지 못하였고, 페널티킥을 부여하지 않았다. 홀랜드는 나중에 공이 팔에 맞는 것을 느끼지 못하였으며, "고의적인 행동"이 아니였다고 해명하였다.

### AZ
2009년 1월 11일, 네덜란드 클럽 AZ가 높은 평가를 받는 오스트레일리아 미드필더를 $0.65M (€0.35M) 에 뉴캐슬 제츠로부터 4년반 계약으로 데려왔다. 그는 이전에 클럽에서 성공적인 트라이얼을 거쳤다.

### 스파르타 로테르담
2011년 1월 19일, 홀랜드는 네덜란드 1부 리그 클럽 스파르타 로테르담에서 시즌 잔여 기간 동안 활약할 것임이 발표되었다.

### 아우스트리아 빈
2012년 1월 17일, 클럽에서의 성공적인 트라이얼 후, 오스트리아 분데스리가의 거함 아우스트리아 빈과 1년 반 계약이 체결된 것이 발표되었다.

## 국가대표팀 경력

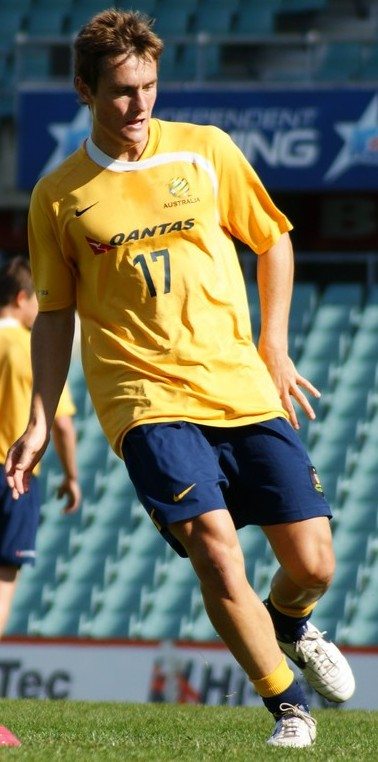
오스트레일리아 축구 국가대표팀에서 뛰고 있는 제임스 홀랜드 (2008년)

제임스 홀랜드는 오스트레일리아 U-20 국가대표팀과 U-23 국가대표팀에서 활약하였으며, 이 당시 홀랜드와 좋은 친분을 유지하던 마르코 제시치와 함께 스트라이커로 활약하였다. 2008년, 싱가포르와의 경기에서 1군 데뷔전을 가졌고, 2008년 5월 23일, 가나와의 경기를 앞두고 차출되었다. 그는 2008년 6월 22일, 중국과의 월드컵 예선전에 출전하였고, 데이비드 윌리엄스와 교체 출전하였다.
그는 대한민국을 승부차기 끝에 3-1로 꺾은 AFF U-19 챔피언십을 기점으로 오스트레일리아 청소년 국가대표팀 주장을 맡았다. 그는 1-2로 패한 체코와의 첫 경기에서 첫 페널티킥을 실패한 후, 상대 반칙으로 다시 찬 페널티킥으로 94분에 득점하였다. 그는 브라질에서 열린 2014년 FIFA 월드컵에 오스트레일리아 엔트리로 차출되었다. 홀랜드는 대회 기간 동안에 출전하지 않은 교체 선수였다.

## 경력 통계
| 클럽                     | 시즌      | 리그                  | 리그 | 리그 | 컵   | 컵 | 대륙 | 대륙 | 합계 | 합계 |
| 클럽                     | 시즌      | 리그                  | 출장 | 골   | 출장 | 골 | 출장 | 골   | 출장 | 골   |
| ------------------------ | --------- | --------------------- | ---- | ---- | ---- | -- | ---- | ---- | ---- | ---- |
| 센트럴코스트 매리너스    | 2006-07   | A-리그                | 0    | 0    | 3    | 0  | -    | -    | 3    | 0    |
| 뉴캐슬 제츠              | 2007-08   | A-리그                | 11   | 3    | 0    | 0  | -    | -    | 11   | 3    |
| 뉴캐슬 제츠              | 2008-09   | A-리그                | 12   | 0    | 0    | 0  | 0    | 0    | 12   | 0    |
| 뉴캐슬 제츠              | 합계      | 합계                  | 23   | 3    | 0    | 0  | 0    | 0    | 23   | 3    |
| AZ                       | 2009-10   | 에레디비시            | 0    | 0    | 0    | 0  | 0    | 0    | 0    | 0    |
| 스파르타 로테르담 (임대) | 2010-11   | 에이르스터 디비시     | 14   | 2    | 0    | 0  | -    | -    | 14   | 2    |
| 아우스트리아 빈          | 2011-12   | 오스트리아 분데스리가 | 11   | 0    | 2    | 0  | -    | -    | 13   | 0    |
| 아우스트리아 빈          | 2012-13   | 오스트리아 분데스리가 | 34   | 0    | 5    | 0  | -    | -    | 39   | 0    |
| 아우스트리아 빈          | 2013-14   | 오스트리아 분데스리가 | 33   | 0    | 1    | 0  | 9    | 0    | 43   | 0    |
| 아우스트리아 빈          | 합계      | 합계                  | 78   | 0    | 8    | 0  | 9    | 0    | 95   | 0    |
| 경력 합계                | 경력 합계 | 경력 합계             | 115  | 3    | 11   | 0  | 4    | 0    | 135  | 3    |

## 수상
오스트레일리아
- AFF U-19 선수권 대회: 2008
- 코르 흐로너베헌 국제 토너먼트 (U-20): 2009
- 웨이팡 컵 (U-18): 2007

뉴캐슬 제츠
- A-리그: A-리그 챔피언십: 2007-08

아우스트리아 빈
- 오스트리아 분데스리가: 2012-13